# Lijst van beelden in Meerssen
Dit is een (onvolledige) chronologische lijst van beelden in Meerssen. Onder een beeld wordt hier verstaan elk driedimensionaal kunstwerk in de openbare ruimte van de Nederlandse gemeente Meerssen, waarbij beeld wordt gebruikt als verzamelbegrip voor sculpturen, standbeelden, installaties, gedenktekens en overige beeldhouwwerken.
Voor een volledig overzicht van de beschikbare afbeeldingen zie de categorie Beelden in Meerssen op Wikimedia Commons.
| Geplaatst  | Omschrijving                                  | Kunstenaar        | Straat                              | Plaats             | Materiaal           | Afbeelding |
| ---------- | --------------------------------------------- | ----------------- | ----------------------------------- | ------------------ | ------------------- | ---------- |
| 1745       | Gevelsteen                                    |                   | Klinkenweg                          | Rothem             | steen               |            |
| 1925       | Heilig Hartbeeld (Bunde)                      |                   | Patronaatstraat                     | Bunde              |                     |            |
| 1933       | Theresia van Lisieux                          | Mari Andriessen   | Kerkweg, kerk                       | Rothem             | zandsteen           |            |
| 1947       | Oorlogsmonument Heilig Hartbeeld (Ulestraten) | Jean Weerts       | Sint-Catharinastraat                | Ulestraten         | Euville (kalksteen) |            |
| 1950       | Bevrijdingsmonument Heilig Hartbeeld (Geulle) | Jean Weerts       | Oostbroek / Andreas Sauerlaan       | Geulle             | kalksteen           |            |
| 1954       | Onbevlekt Hart van Maria (reliëf)             | Arthur Spronken   | Heerenstraat                        | Moorveld           | steen               |            |
| 1959       | Sint Jozef                                    | Frans Gast        | Pastoor Dominicus Hexstraat         | Meerssen           | beton               |            |
| 1961       | Sint Agnes met Lam                            | Rob Stultiens     | Sint Agnesplein                     | Bunde              | gres                |            |
| 1962 ?     | Twee kinderen                                 | Gène Eggen        | Kasteelstraat, school               | Ulestraten         |                     |            |
| 1976       | Moeder en Kind                                | Charles Eyck      | Charles Eykstraat                   | Meerssen           | hardsteen           |            |
|            | Knoop(Granny's knot)                          | Shinkichi Tajiri  | Pastoor Martinus Sterckenstraat     | Meerssen           | staal               |            |
| 1980..1990 | De Bokkerieërs                                |                   | Marie Koenenhof / Markt             | Geulle             | cortenstaal         |            |
| 1985       | Spelende kinderen                             | Sjra Schoffelen   | Kerkstraat                          | Guttecoven         |                     |            |
| 1986       | 5 Beelden                                     | Gène Eggen        | Kerkstraat, Proosdijhoeve           | Meerssen           |                     |            |
| 1987       | De Mergeltafels nabij de auw Kerk             | Ansgar Nierhoff   | Heiligenbergstraat                  | Bunde              | mergel              |            |
| 1987       | Sleutelgat                                    | Michel Francois   | Proosdijpark                        | Meerssen           | metaal              |            |
| 1990       | Gemeenschap                                   | Fons Bemelmans    | Beekstraat                          | Meerssen           |                     |            |
| 1992       | Memorialdeuren                                | Appie Drielsma    | Kuileneindsestraat                  | Meerssen           | brons               |            |
| 1992       | Viervogelcompositie                           | Louis Wierts      | Gasthuispad                         | Meerssen           | brons               |            |
| 1992       | Wachten op volle Maan                         | Hans Bartelet     | Pastoor Nicolaas Creftensstraat     | Meerssen           | steen / brons       |            |
| 1993       | Grote levensbol                               | Louis Wierts      | Bunderstraat                        | Meerssen           |                     |            |
| 1996       | Koningspaar                                   | Dirk de Keyzer    | Vauwerhof                           | Meerssen           | brons               |            |
| 1996       | Lezend meisje                                 | Bert Kiewiet      | Gasthuisplantsoen                   | Meerssen           | brons               |            |
| 1996       | Two red Figures                               | Rob Stultiens     | Dorpsstraat                         | Ulestraten         |                     |            |
|            | Schakoe                                       | Godfried Pieters  | Maastrichterlaan / Sportstraat      | Bunde              | steen               |            |
|            | De Zonnestier                                 | Wim Steins        | Monseigneur Theunissenplantsoen     | Bunde              | brons               |            |
| 1997       | Abstract Naakt en Vogel                       | Godfried Pieters  | Kersenlaan                          | Bunde              | steen               |            |
| 1997       | Kiemvorm (torso)                              | Henk van Straaten | Kersenlaan                          | Bunde              | steen               |            |
| 1999       | Matronis Omnibus (vruchtbaarheidsgodin)       | Marc Truijen      | Houthemmerweg / Herkenberg          | Meerssen           |                     |            |
|            | (Hoogwatermonument)                           |                   | Aan de Maas                         | Geulle aan de Maas | brons               |            |
| 2001       | Kouros                                        | Marianne Aartsen  | Hof van Oranje                      | Meerssen           | brons               |            |
| 2002       | Energie                                       | Piet Killaars     | Wilgenlaan / Papenweg               | Bunde              |                     |            |
|            | Fontein                                       | Willy Smeets      | Klinkenberg / Maastrichterweg       | Rothem             | rvs / beton         |            |
| ca 2005    | Felix Rutten en Marie Koenen (plaquettes)     | Chris Rutten      | Marie Koenenhof / Markt             | Geulle             | brons               |            |
| 2006       | De Kuutebieter                                | Maurice Janssen   | Dorpsstraat                         | Ulestraten         |                     |            |
| 2007..2012 | Bomen                                         | Xander Spronken   | Bunderstraat, 2 rotondes            | Meerssen           | cortenstaal         |            |
| 2010       | Levensaderen                                  | Nienke Koedijk    | Slingerweg                          | Geulle             | staal               |            |
| 2010       | Tweekoppige Adelaar                           | Jenny Derksen     | Gansbaan                            | Meerssen           | kunsthars           |            |
| 2012       | Le Tourniquet                                 | Lo van der Linden | Stationsstraat                      | Meerssen           | cortenstaal         |            |
| 2012       | Pater Goltstein                               |                   | Veersestraat / Beukenboomsweg       | Guttecoven         |                     |            |
| 2013       | Relatie 1                                     | Sjra Schoffelen   | Proosdijpark                        | Meerssen           | steen               |            |
| 2015       | Marsna (reliëf)                               | Wil van de Laan   | Markt                               | Meerssen           | brons               |            |
| 2018       | Aigle                                         | Maarten Vaessen   | Fregatweg / Meerssenhovenweg        | Meerssen           | staal               |            |
| 2018       | Uilenbos                                      | Paul Beckers      | Charles Eyckstraat / Cazenderstraat | Meerssen           | cortenstaal         |            |
| 2019       | Cyclus                                        | Willy Vossen      | Proosdijpark                        | Meerssen           | brons               |            |